# Studio Filmtheaters
Studio Filmtheaters is een Belgische bioscoopgroep die twee bioscoopcomplexen in Vlaanderen uitbaat. Het hoofdkantoor (zonder filmzalen) is gevestigd in Tervuren. Bioscopen zijn te vinden in Koksijde en Geel. De bioscoopgroep is in handen van de familie Rastelli.
Studio Koksijde is het recentst gebouwd (oktober 2004). Studio Herentals sloot einde 2008 de deuren en Studio Diest sloot na 30 jaar in 2009 de deuren. De oudste zalen, de vroegere hoofdzetel en het grootste van de Studio Filmtheaters in Leuven sloot na 42 jaar in 2010. In Turnhout (gesloten in 2005) was er cinema-kursaal, met drie zalen, in een gebouw waar ook een zwembad van de stad was gevestigd.
De Leuvense bioscoop Studio opende in 1968. Doorheen de jaren groeide de vestiging uit tot twee bioscoopcomplexen met elk meerdere zalen. De vestiging van Kinepolis in Leuven zorgde vanaf de jaren tachtig voor zware concurrentie, maar Studio behield een eigen publiek, en was ook recent de locatie geworden voor diverse specifieke filmfestivals waaronder het Holebifilmfestival, het Afrika Filmfestival, Docville, het Kortfilmfestival en het Latijns-Amerikaans Filmfestival. Wel sloot in 2004 het kleinste complex in de Brabançonnestraat (met de zalen studio 1 en het studioke) de deuren. In 2009 werd de sluiting van het andere Leuvens complex met vier zalen in de Burgemeesterstraat aangekondigd en begin 2010 uitgevoerd. Studio Diest sloot al eerder in 2009 zijn deuren. De hoofdzetel van Studio Filmtheaters verhuisde naar Tervuren en de administratie werd verspreid over de bioscopen van Koksijde en Geel.